# (36065) 1999 RX48
1999 RX48 (asteroide 36065) é um asteroide da cintura principal. Possui uma excentricidade de 0.16640720 e uma inclinação de 18.81022º.
Este asteroide foi descoberto no dia 7 de setembro de 1999 por LINEAR em Socorro.